# Бітюков Борис Валентинович
Бітюков Борис Валентинович (нар. 25 квітня 1921 — 15 січня 2002) — радянський актор театру і кіно, лауреат Сталінської премії (1951).

## Біографія
Народився 25 квітня 1921 року в місті Орша Вітебської губернії РРФСР (нині Вітебська область, Білорусь).
Акторську кар'єру розпочав у 1937 році актором допоміжного складу трупи Московського камерного театру у Олександра Таірова.
У 1939 році вступив до Московського гідромеліоративного інституту, проте у тому ж році був призваний до лав РСЧА Радянським РВК міста Москви.
Учасник німецько-радянської війни з червня 1941 року. Війну розпочав на Західному фронті командиром відділення 243-ї стрілецької дивізії. Брав участь у боях під Ржевом, Сичовкою, Мценськом, був поранений. Після одужання воював повітряним стрільцем 17-го штурмового авіаційного полку, під час повітряного бою був вдруге поранений. Закінчив війну диспетчером управління 229-го авіаційного транспортного полку особливого призначення 4-ї авіаційної дивізії особливого призначення.
З 1946 по 1991 роки — актор Театра-студії кіноактора. У кіно дебютував у 1948 році у фільмі «Молода гвардія», де зіграв роль Івана Земнухова.
Помер 15 січня 2002 року в Москві, похований на Востряковському цвинтарі.

## Нагороди і премії
У 1951 році за роль Неждановського у фільмі «Жуковський» удостоєний Сталінської премії 2-го ступеня.
Нагороджений орденом Вітчизняної війни 2-го ступеня (06.04.1985), медаллю «За відвагу» (06.11.1947) та іншими медалями.

## Фільмографія
- 1948 — Молода гвардія — Іван Земнухов
- 1950 — Жуковський — Сергій Сергійович Неждановський, учень Жуковського
- 1950 — Кавалер Золотої Зірки — Віктор Грачов, інженер-будівельник
- 1952 — Служу Радянському Союзу — командир
- 1953 — Випадок в тайзі — Андрій Павлович Сазонов, молодий вчений-зоолог
- 1953 — Чук і Гек — член геологорозвідницької експедиції (у титрах немає)
- 1954 — Велика родина — Костя Журбін
- 1955 — У квадраті 45 — Борис Валентинович Яковлєв, майор контррозвідки
- 1955 — Дорога — диригент і скрипаль
- 1955 — Мати — робітник-підпільник
- 1956 — Справа № 306 — Михайло Дмитрович Мозарін, капітан міліції
- 1957 — Неповторна весна — офіцер КПП
- 1958 — Рибалки Аралу — інженер Олександр Бутаков, поручик Григорій Бутаков
- 1959 — Спрага — Олексієнко, капітан-лейтенант
- 1959 — Яша Топорков
- 1962 — Вулиця молодшого сина — Зябрєв
- 1963 — Живі і мертві — полковник
- 1963 — Ім'ям революції — Малінін
- 1963 — Коротке літо у горах — Селівон, представник прокурорського нагляду
- 1963 — Я крокую по Москві — Петрович, батько Олени
- 1965 — Надзвичайне доручення — Щекутьєв, прапорщик
- 1966 — Тонкою кригою — капітан Решетов
- 1966 — Сказка про царя Салтана — корабельник і боярин
- 1967 — Доктор Віра — епізод
- 1969 — Вибух після опівночі — прапорщик
- 1970 — Постріл на кордоні — полковник Козирєв
- 1970 — На далекій точці — підполковник Шорохов
- 1971 — Літо рядового Дєдова — майор
- 1971 — Синє небо — батько Ніни Бєлової
- 1973 — За годину до світанку — поручик Котіков
- 1973 — І на Тихому океані… — білогвардійський офіцер
- 1974 — Єдина дорога | Okovani soferi (СРСР — Югославія) — Альтенбауер
- 1974 — Небо зі мною — полковник
- 1974 — Ходіння по мукам — батько Марусі
- 1976 — Повість про невідомого актора — Лузанов
- 1977 — Свідоцтво про бідність — директор годинникового заводу
- 1978 — Хлопчаки — працівник виконкому
- 1981 — Вони були акторами — Ганс Францевич Фріке
- 1982 — Гонки по вертикалі — «Шаман»
- 1985 — Від зарплати до зарплати — Петро Грубін, фабричний майстер
- 1988 — Осінь, Чертанове… — чоловік на похоронах